# Partito Progressista dei Lavoratori
Il Partito Progressista dei Lavoratori (in greco: Ανορθωτικό Κόμμα Εργαζόμενου Λαού - AKEL) è un partito politico cipriota.

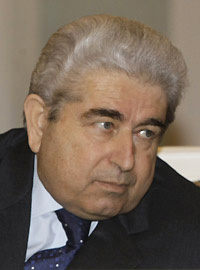
Dimitris Christofias, leader di Akel e presidente dello stato cipriota dal 2008 al 2013

## Le origini
Akel venne fondato nel 1926 con il nome di Partito comunista di Cipro (KKK). Il KKK, a differenza di tutte le altre forze politiche, si oppose alla Enosis, l'unione di Cipro con la Grecia, e si batté per l'indipendenza dell'isola. Nel 1931 il partito fu dichiarato illegale dal Governo coloniale britannico, che limitò alcuni diritti civili e politici. Nel 1941, alcuni leader comunisti fondarono clandestinamente l'AKEL. Il nuovo partito, però, non si dichiarò apertamente contrario alla Enōsis, ma preferì impegnarsi per un processo graduale che permettesse il passaggio dalla condizione di colonia britannica alla federazione con la Grecia. Falliti, però, i tentativi dell'Assemblea consultiva del 1949, l'Akel si schierò per un'immediata unione con la Grecia. Negli anni cinquanta l'Akel si rifiutò di sostenere gli attacchi militari organizzati dall'EOKA, l'Organizzazione Etnica delle Forze Cipriote, che l'accusò di collaborazionismo con gli occupanti britannici. L'EOKA fu responsabile di diversi omicidi di militanti comunisti. Nel frattempo, fu attaccato anche dai membri dell'Organizzazione della Resistenza Turca, un'organizzazione nazionalista della parte turca di Cipro, che assassinò Fazil Onder (leader dell'AKEL) nel 1958. L'ultimo membro turco-cipriota del Comitato centrale dell'AKEL, Derviş Ali Kavazoğlu, fu assassinato nel 1965 dal TMT.

## Dal 1960 al 2000
Alle elezioni politiche del 1960, l'Akel si trovò all'opposizione del Fronte Nazionale. Akel, pur raccogliendo il 35% dei voti, ottenne appena 5 seggi su 35. Alle successive elezioni del 1970 l'Akel ottenne il 39,8% dei voti ed elesse 9 deputati, superando di poco il Partito Progressista, 7 seggi, e posizionandosi dopo il DISY, cristiano-conservatori, 15 seggi. Alle politiche del 1976, l'Akel si presentò in una lista comune con DIKO, centristi, e KISOS, socialdemocratici. La lista unitaria ottenne il 71,2% dei voti, eleggendo 34 deputati su 35. Il DISY, pur avendo ottenuto il 27,6% dei voti, non ottenne neanche un seggio. Dal 1960 al 1977, Presidente di Cipro, nonché capo del governo, fu Makarios III, arcivescovo e primate della Chiesa ortodossa cipriota autocefala, sostenuto dall'AKEL.
Alle politiche del 1981 Akel ottenne il 32,8% dei voti, elesse 12 seggi e divenne il primo partito in Parlamento, superando di poco (31,9%) il DISY. Alle politiche del 1985, i comunisti calarono al 27,4% dei consensi, anche se incrementarono i propri seggi a 15. L'aumento dei seggi, però, fu determinato dall'ampliamento dei seggi nel Parlamento, che passarono da 35 a 56. Trassero vantaggio dal calo di voti di Akel il KISOS (+3%) ed il DIKO (+3%). In questo periodo (1978-1988) Presidente di Cipro fu Spyros Kyprianou, già presidente della Camera tra il 1976 ed il 1977, del DIKO. Alle presidenziali del 1983, anche l'Akel aveva sostenuto Kyprianou. Alle presidenziali del 1988, l'Akel sostenne l'ex-comunista George Vasiliou, che divenne Presidente. Vasilou, però, sconfitto nel 1993 dal cristiano-conservatore (DISY) Glafkos Klerides, diede vita al Movimento dei Liberali Democratici, che poi sarebbe entrato a far parte dei Democratici Uniti, liberali. Alle politiche del 1991, i comunisti salirono al 30% dei consensi, ottenendo 18 seggi, ma rimasero sempre secondi dopo il DISY. La situazione rimase sostanzialmente invariata anche dopo le consultazioni elettorali del 1996, quando l'Akel salì al 33% dei consensi ed elesse un seggio in più, ma rimase sempre secondo dietro i cristiano-conservatori.

## Dal 2000 ad oggi

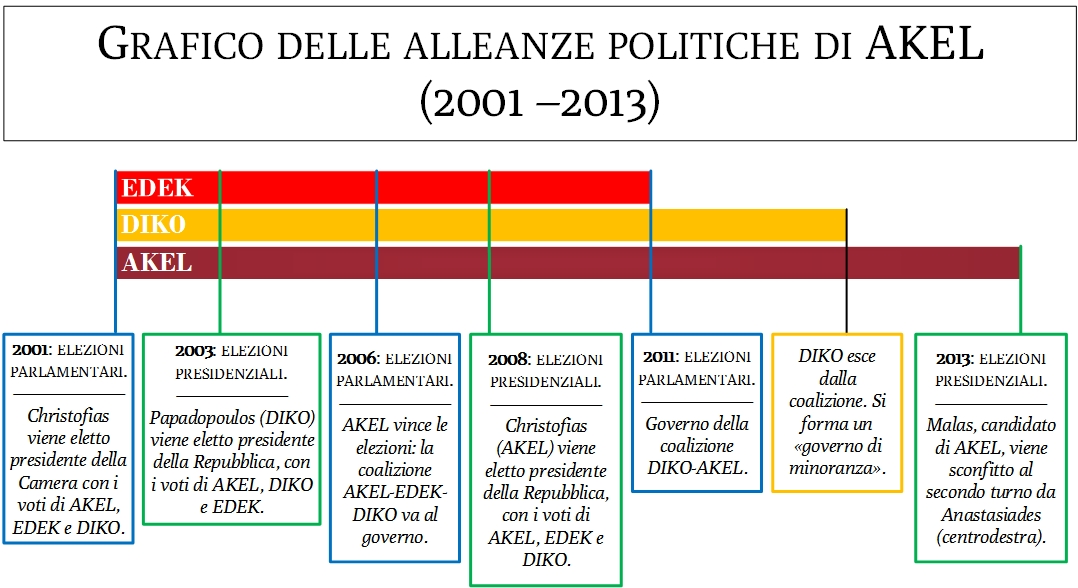
Il percorso politico della coalizione AKEL-DIKO-EDEK può essere riassunto così:
1) La coalizione di AKEL con il DIKO (centristi) ed EDEK (socialdemocratici) risale al 2001 quando i tre partiti elessero Dimitris Christofias presidente della Camera dei Rappresentanti di Cipro.
2) I tre partiti sostennero la candidatura di Tassos Papadopoulos (DIKO) alla presidenza della Repubblica. Papadopoulos verrà poi eletto.
3) Nel 2006 il "trio" di partiti andò al governo e, nel 2008, riuscì ad eleggere lo stesso Christofias alla Presidenza della Repubblica.
4) I socialdemocratici uscirono dalla coalizione nel 2010 (mantenendo il sostegno al governo fino all'anno successivo), un anno prima delle elezioni politiche che videro la vittoria di AKEL e DIKO, i quali andarono al governo.
5) I centristi abbandonarono la coalizione poco dopo le elezioni del 2011, lasciando ad AKEL un governo di minoranza (19 seggi su 56).

### La coalizione «AKEL-EDEK-DIKO» (2001-2011)
Alle elezioni parlamentari del 2001, l'AKEL divenne il primo partito del Parlamento, superando di poco i cristiano-conservatori (34,7% contro 34%, 20 seggi contro 19). Dimitris Christofias, leader comunista, venne eletto, per la prima volta nella storia del partito, Presidente della Camera, grazie al voto di EDEK e del DIKO. Al governo andò, per pochissimi voti, la coalizione cristiano-conservatore.
L'accordo tra comunisti, socialdemocratici e centristi continuò nel 2003, quando la coalizione sostenne Tassos Papadopoulos (DIKO) durante le elezioni presidenziali. Papadopoluos sconfisse, così, il presidente uscente, il cristiano-conservatore Glafkos Klerides.
Alle elezioni europee del 2004, le prime per i ciprioti, l'AKEL ottenne il 27,8% dei voti ed elesse 2 parlamentari europei.
Alle elezioni politiche del 2006, l'AKEL ha visto calare i propri consensi al 31,1%. Ciononostante i comunisti sono rimasti il primo partito cipriota, anche se, in Parlamento, hanno lo stesso numero di seggi dei cristiano-conservatori, ossia 18.
L'AKEL riesce successivamente a formare un governo con il sostegno dei socialdemocratici (EDEK) e dei centristi (DIKO).

#### L'elezione di Christofias alla Presidenza della Repubblica (2008)
Le elezioni presidenziali del 2008 hanno visto l'AKEL conquistare il primo turno con il 33,3% dei voti e quindi ottenendo l'ammissione al ballottaggio per la Presidenza, con il candidato Dimitris Christofias.
Vi è da sottolineare il fatto che al primo turno Christofias era sostenuto solo da AKEL, mentre EDEK e DIKO puntarono nuovamente su Tassos Papadopoulos. In seguito all'esclusione di Papadopoulos dal ballottaggio, entrambi i partiti diedero indicazioni ai propri militanti di votare per Christofias.
Al ballottaggio il candidato e leader del AKEL Dimitris Christofias vinse sul candidato di centrodestra e venne eletto Presidente della Repubblica di Cipro. Cristofias ha promesso di risolvere la "questione cipriota" e di arrivare a un accordo con la minoranza turca.
Dopo le elezioni presidenziali i tre partiti (AKEL, DIKO ed EDEK) confermano la volontà di rimanere al governo in coalizione.

#### Le elezioni europee del 2009
Alle elezioni europee del 2009 il partito ottenne 2 seggi sui 6 spettanti a Cipro.

### La coalizione «AKEL-DIKO» (2011) e il governo di minoranza (2011-2013)
Nel 2010 i socialdemocratici (EDEK) decidono di uscire dalla coalizione, a causa di visioni distanti con AKEL sulla "questione cipriota", mantenendo il sostegno al governo su alcuni provvedimenti sino alle elezioni successive.
Alle elezioni politiche del 2011, tenutesi il 28 maggio, l'AKEL ha raggiunto il 32,67% dei voti, risultando il secondo partito alle spalle del Raggruppamento Democratico (DISY) di Nicos Anastasiades, e conquistando 19 seggi in parlamento.
In seguito alle elezioni si formò un governo AKEL-DIKO ma il 4 agosto 2011 i centristi decisero di abbandonare la coalizione a causa delle visioni distanti dei due partiti sulla "questione cipriota". Si forma quindi un governo di minoranza composto solo da AKEL.

### Le elezioni presidenziali del 2013 e il ritorno all'opposizione
Alle elezioni presidenziali del 2013 il candidato di AKEL, Stavros Malas, è stato battuto al secondo turno, con uno scarto del 15%, dal candidato europeista di centrodestra Nicos Anastasiades (DISY), in quell'occasione appoggiato anche dai centristi del DIKO.
AKEL è stato all'opposizione di un governo di coalizione tra DISY, DIKO e EVROKO formatosi subito dopo le elezioni presidenziali.

### Le elezioni europee del 2014 e le parlamentari del 2016
Alle elezioni europee del 2014 AKEL ottiene 2 eurodeputati (sui 6 assegnati a Cipro) con il 27% dei voti.
Alle elezioni parlamentari del 2016 il partito ottiene il 25,7% dei voti con 18 seggi su 56, restando all'opposizione del governo conservatore guidato da DISY.
Niyazi Kızılyürek è stato eletto europarlamentare nel 2019 per AKEL, diventando il primo turco-cipriota a entrare nel Parlamento europeo e rompendo così quello che era considerato un tabù sull'isola. L'AKEL sostiene la creazione di uno Stato federale in cui greco-ciprioti e turco-ciprioti vivano fianco a fianco.

## Segretari generali
- Ploutis Servas (1936–1945)
- Fifis Ioannou (1945–1949)
- Ezekias Papaioannou (1949–1988)
- Dimitris Christofias (1988–2009)
- Andros Kyprianou (2009)

## Risultati elettorali
| Elezione          | Voti    | %     | Seggi   |
| ----------------- | ------- | ----- | ------- |
| Parlamentari 1960 | 51.719  | 35,0  | 5 / 50  |
| Parlamentari 1970 | 68.229  | 34,1  | 9 / 35  |
| Parlamentari 1976 |         |       | 9 / 35  |
| Parlamentari 1981 | 95.364  | 32,8  | 12 / 35 |
| Parlamentari 1985 | 87.628  | 27,4  | 15 / 56 |
| Parlamentari 1991 | 104.771 | 30,6  | 18 / 56 |
| Parlamentari 1996 | 121.958 | 33,0  | 19 / 56 |
| Parlamentari 2001 | 142.648 | 34,7  | 20 / 56 |
| Europee 2004      | 93.212  | 27,89 | 2 / 6   |
| Parlamentari 2006 | 131.237 | 31,1  | 18 / 56 |
| Europee 2009      | 106.922 | 34,90 | 2 / 6   |
| Parlamentari 2011 | 132.171 | 32,7  | 19 / 56 |
| Europee 2014      | 69.852  | 26,98 | 2 / 6   |
| Parlamentari 2016 | 90.204  | 25,7  | 16 / 56 |
| Europee 2019      | 77.241  | 27,49 | 2 / 6   |
| Parlamentari 2021 | 79.913  | 22,3  | 15 / 56 |
| 1.                |         |       |         |

| Elezione           | Elezione           | Candidato            | Voti    | %     | Esito                |
| ------------------ | ------------------ | -------------------- | ------- | ----- | -------------------- |
| Presidenziali 1988 | I turno            | Georgios Vassiliou   | 100.748 | 30,1  | ✔️ Eletta/o          |
| Presidenziali 1988 | II turno           | Georgios Vassiliou   | 167.834 | 51,6  | ✔️ Eletta/o          |
| Presidenziali 1993 | I turno            | Georgios Vassiliou   | 157.027 | 44,2  | ❌ Non eletta/o (2º) |
| Presidenziali 1993 | II turno           | Georgios Vassiliou   | 176.769 | 49,7  | ❌ Non eletta/o (2º) |
| Presidenziali 1998 | I turno            | Georgios Iacovou     | 160.918 | 40,6  | ❌ Non eletta/o (2º) |
| Presidenziali 1998 | II turno           | Georgios Iacovou     | 200.222 | 49,2  | ❌ Non eletta/o (2º) |
| Presidenziali 2003 | Presidenziali 2003 | Tassos Papadopoulos  |         | 51,51 | ✔️ Eletta/o          |
| Presidenziali 2008 | I turno            | Dīmītrīs Christofias | 150.016 | 33,29 | ✔️ Eletta/o          |
| Presidenziali 2008 | II turno           | Dīmītrīs Christofias | 240.604 | 53,37 | ✔️ Eletta/o          |
| Presidenziali 2013 | I turno            | Stavros Malas        | 118.755 | 26,91 | ❌ Non eletta/o (2º) |
| Presidenziali 2013 | II turno           | Stavros Malas        | 175.267 | 42,52 | ❌ Non eletta/o (2º) |
| Presidenziali 2018 | I turno            | Stavros Malas        | 116.920 | 30,24 | ❌ Non eletta/o (2º) |
| Presidenziali 2018 | II turno           | Stavros Malas        | 169.243 | 44,01 | ❌ Non eletta/o (2º) |